# 捷爾諾波爾州
捷尔诺波尔州（羅馬化：Ternopilska oblast）是烏克蘭西部的一個州。面積13,823平方公里，人口1,052,312（2021年）。州府捷爾諾波爾，位于德涅斯特河的支流塞雷特河河畔。
该地区的自然奇观之一是其洞穴综合体。 虽然捷爾諾波爾州是乌克兰最小的地区之一，但到目前为止已经发现了超过100个洞穴。 科学家认为，这只是该地区所有可能洞穴的20％。 最大的洞穴是Optymistychna洞穴。 总长度为230公里，位于欧亚大陆各个洞穴之间，排在世界第五名。 该地区有20％的土地是黑钙土。
捷爾諾波爾州有34座城堡。 最著名的是茲巴拉日城堡。 其防御工事单独扩大了16公顷。 在1649年的夏天，城堡是博格丹·赫梅利尼茨基军队与波兰立陶宛联邦军队之间对峙的中心。 这些事件后来被波兰诺贝尔奖获得者亨利克·显克微支的小说“火与剑”所描述。
这里是德涅斯特峡谷穿过的地方，被认为是乌克兰长达250公里的特殊地景之一。

## 历史
原屬奧匈帝國加利西亞的一部份，一次大戰後歸波蘭，1939年成為蘇聯一部分。
这个州是在第二次世界大战期间创建的，当时纳粹德国和后来的苏联入侵波兰。由于该地区的波兰国家政策（安抚行动），许多人首先赞成苏联入侵东加利西亚。不久之后，苏维埃安全机构在苏联-乌克兰战争后移民到波兰的乌克兰抵抗运动的国家层面的成员国以及其他原因开始了猎巫。 许多当地人口不分种族背景，被流放到西伯利亚。 1939年12月4日，西乌克兰的省份划分被废除，并被现有的苏维埃行政区划所取代。捷爾諾波爾州（原来的塔诺波尔州）主要是基于塔诺波尔省和沃伦省的南部成立。

## 行政区划
2020年7月18日乌克兰行政区划改革后，捷爾諾波爾州划分为3个区，每个区再划分为若干市镇。三个区为：
- 克雷梅内茨区
- 捷爾諾波爾區
- 喬爾特基夫區

2020年7月前，捷爾諾波爾州划分为17个区和1个州辖市。